# Friedhof der Warschauer Aufständischen
Der Friedhof der Warschauer Aufständischen (Cmentarz Powstańców Warszawy) befindet sich seit 1945 im Warschauer Stadtteil Wola.

## Geschichte
Die ersten Beisetzungen begannen im Herbst 1945 und dauerten bis in die 1950er Jahre an. Insgesamt wurden über 100.000 Opfer des Warschauer Aufstandes sowie der deutschen Besetzung Warschaus hier beigesetzt. Die meisten sind anonym bestattet, es gibt nur 177 Grabsteine und nur ca. 3300 Personen konnten identifiziert werden. Der Friedhof ist der größte Kriegsfriedhof in Polen und einer der größten in Europa.

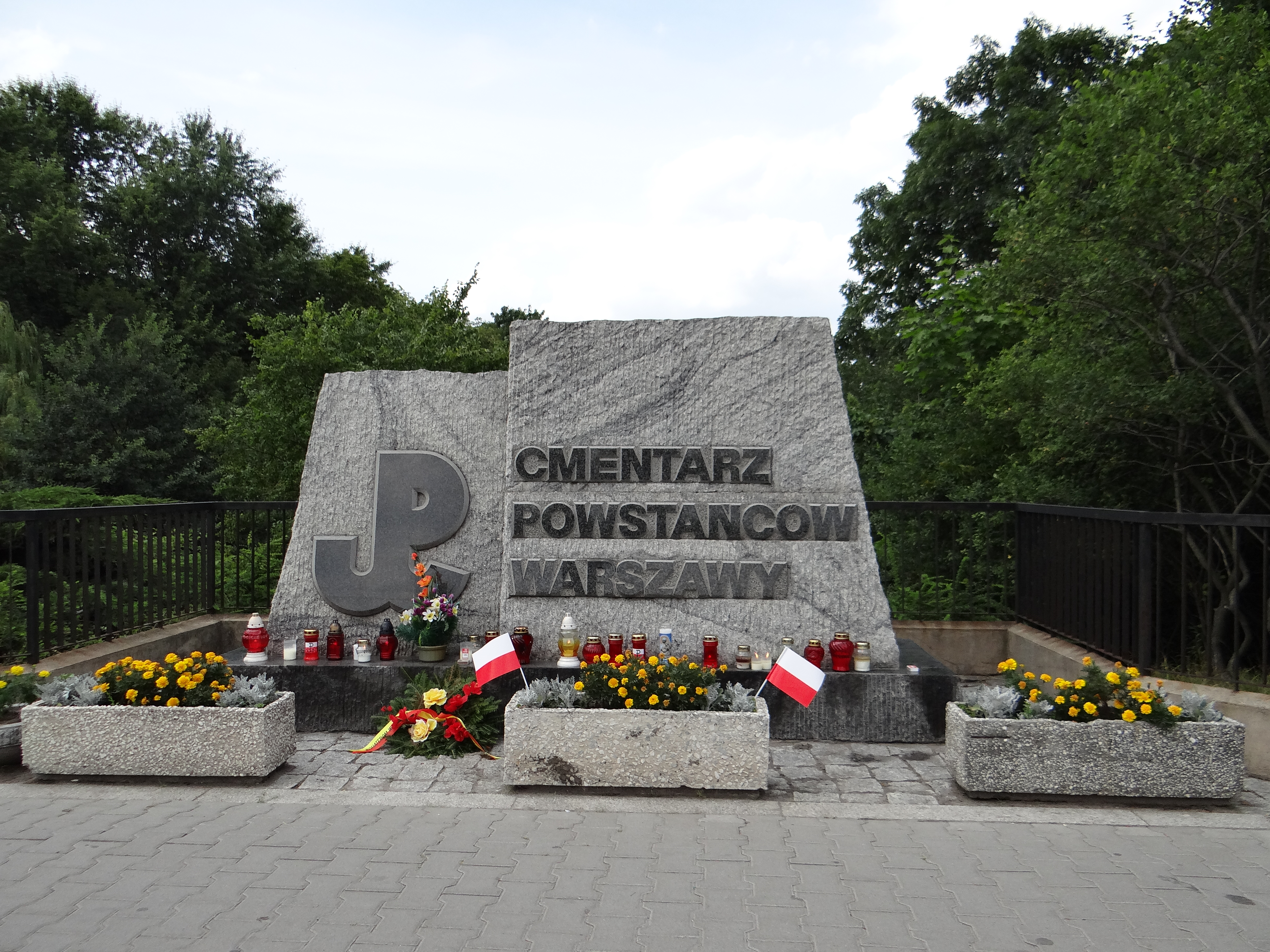
Obelisk an der Wolska-Straße
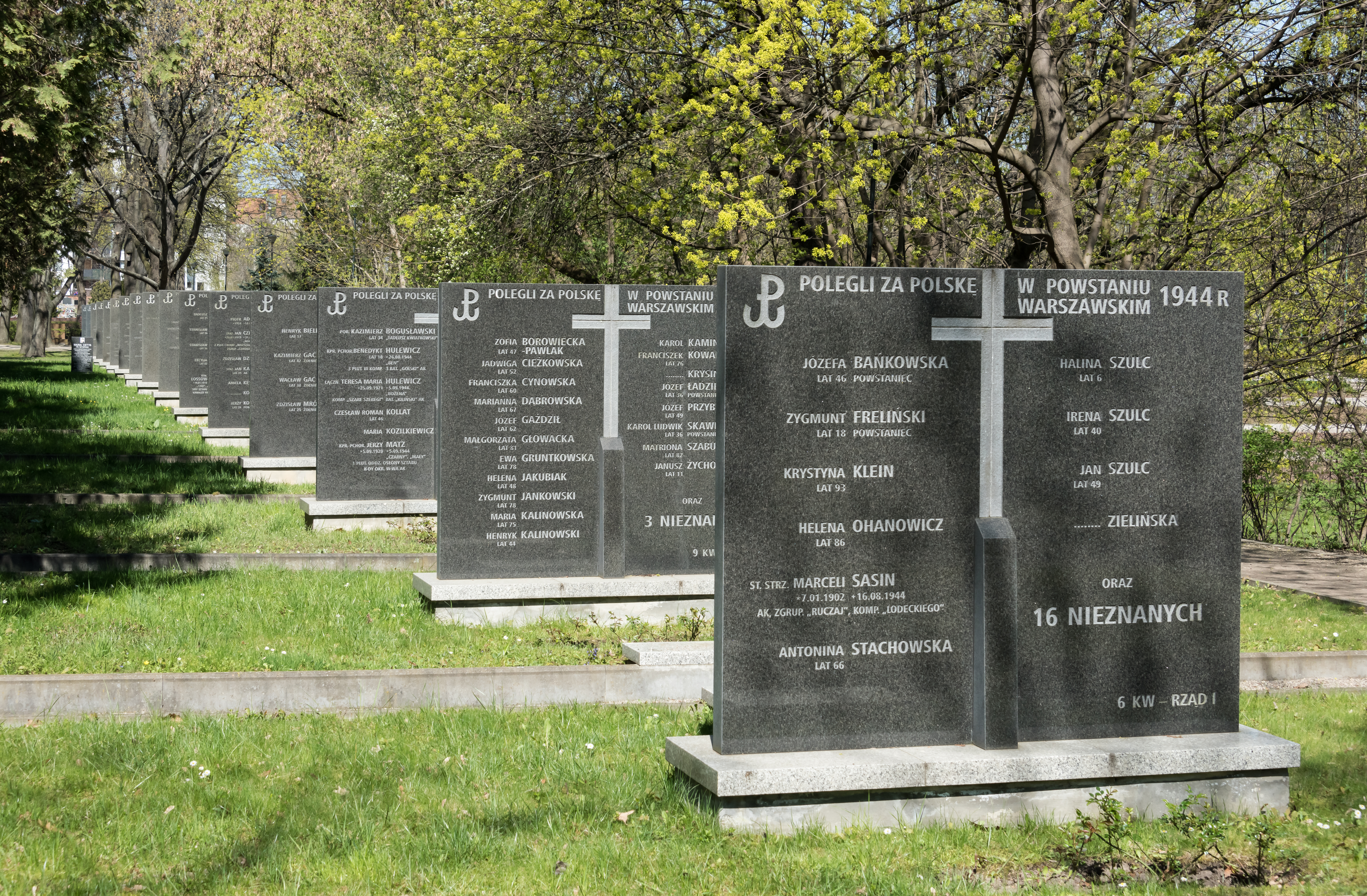
Grabsteine
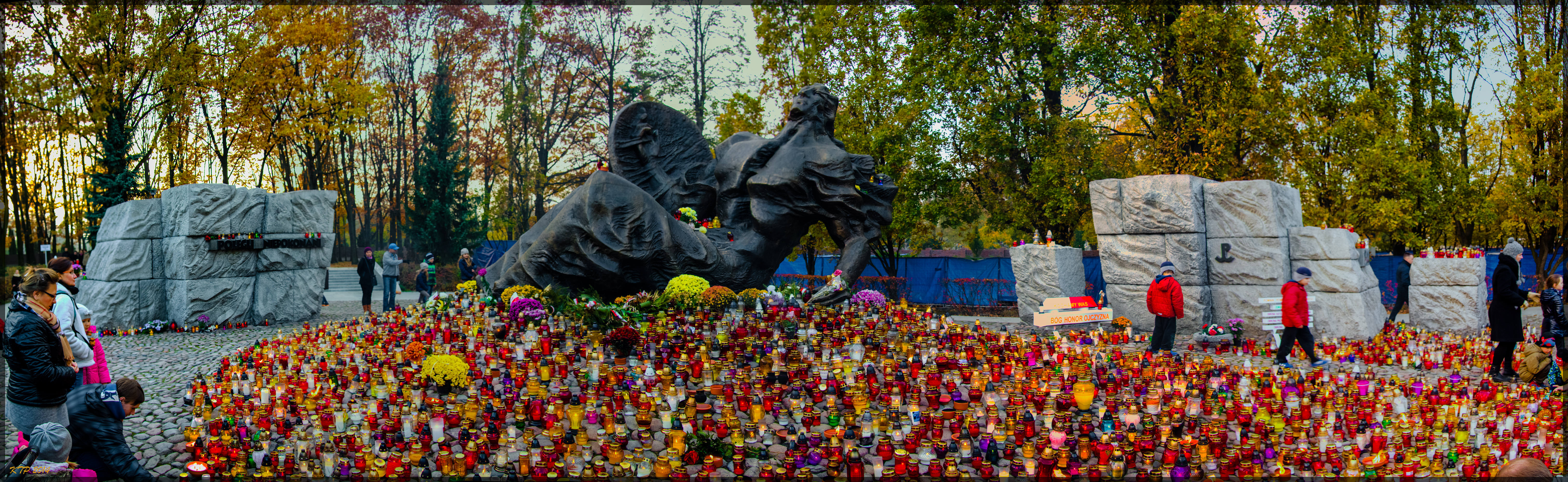
Denkmal der Gefallenen-Unbesiegten
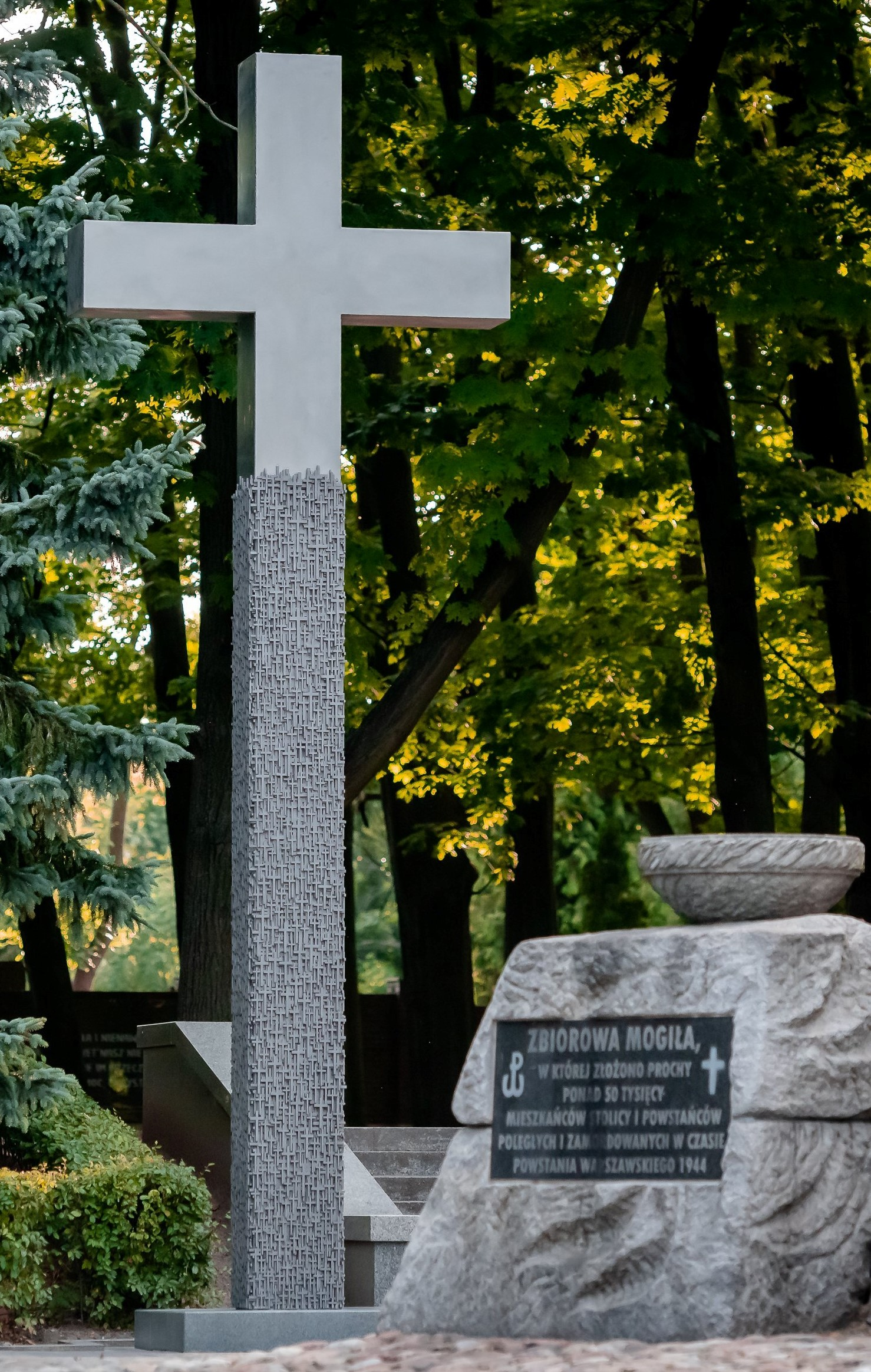
Steinkreuz am Grabhügel